# Organy w kościele Świętych Piotra i Pawła w Węgorzewie

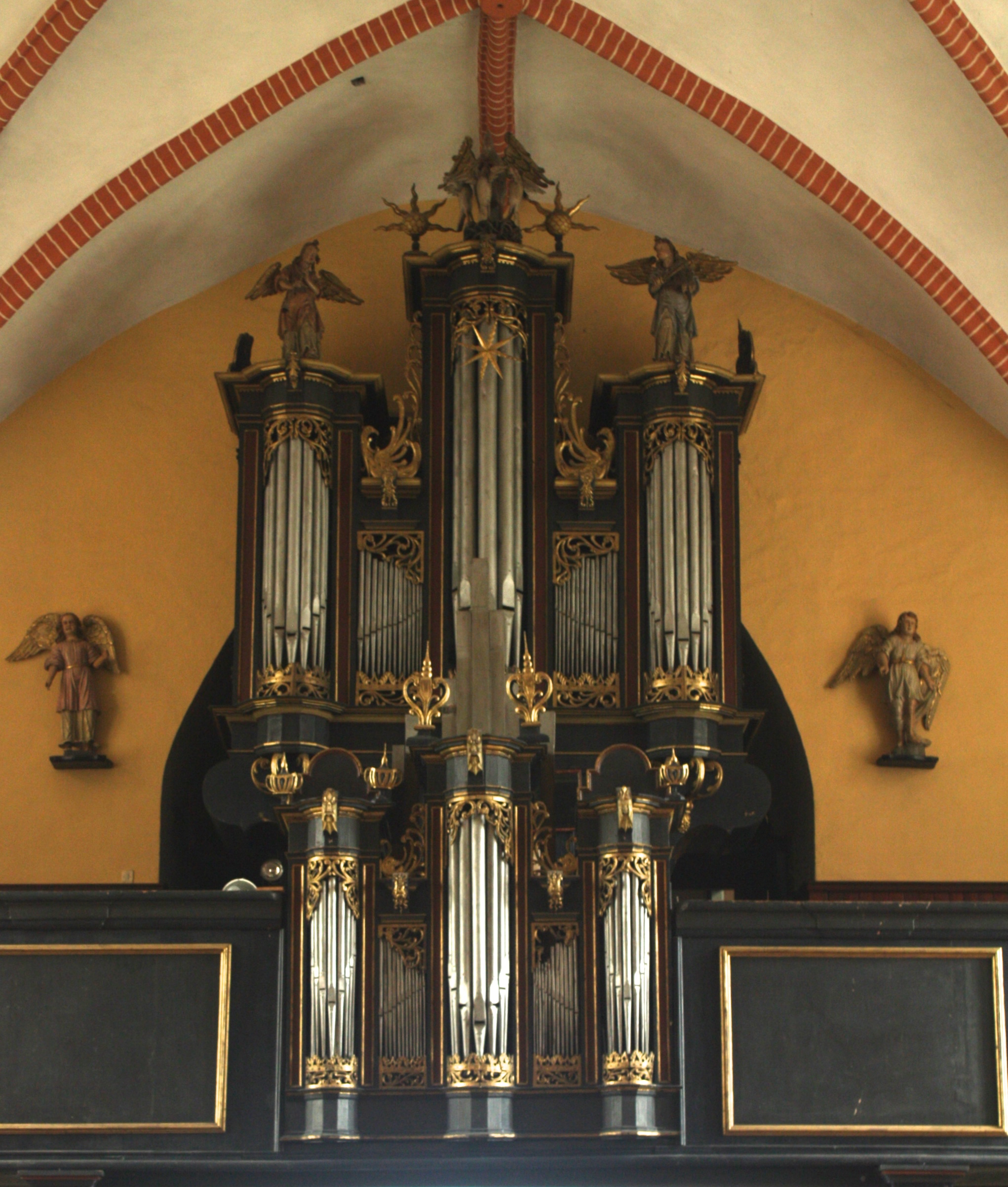
Prospekt organowy

Organy w kościele Świętych Piotra i Pawła w Węgorzewie – 21-głosowe barokowe organy piszczałkowe z mechaniczną trakturą i dębowymi wiatrownicami klapowo-zasuwowymi w kościele Świętych Piotra i Pawła w Węgorzewie. Jedne z najstarszych, wyposażonych w trakturę mechaniczną, grywalnych organów w Polsce. Zbudowane w latach 1647–1648 przez organmistrza Joachima Thiele. Wielokrotnie rekonstruowane, zazwyczaj z zachowaniem oryginalnej dyspozycji.

## Charakterystyka
Organy umieszczone są na emporze w tylnej części kościoła. Składają się z dwóch części, między którymi znajduje się stół gry: trójwieżowej części głównej – Hauptwerku i wysuniętego do przodu, wkomponowanego w balustradę chóru muzycznego pozytywu – Rückpositivu. Wyposażony w dwa manuały i pedał stół gry wbudowany jest w przednią część cokołu prospektowego. Po obu stronach manuałów znajdują się klucze registrowe w formie dębowych manubriów. Instrument zasilany jest umieszczoną poza chórem organowym dmuchawą elenktyczną z czterema miechami magazynowymi.

### Dyspozycja
Dyspozycja organów według inspekcji z 1973:
| Manuał II Hauptwerk | Manuał III Rückpositiv                                               | Pedał Pedalwerk                                                                                    |
| --- | -------------------------------------------------------------------- | -------------------------------------------------------------------------------------------------- |
| Kwintadena (Quintadön) 16′ Pryncypał 8′ Flet (Spielflöte) 8′ Oktawa 4′ Flet 4′ Kwinta 2 2/3′ Oktawa 2′ Mikstura III Trąbka 8′ | Flet kryty 8′ Gamba 8′ Pryncypał 4′ Flet kryty 4′ Dolce 4′ Oktawa 2′ | Subbas 16′ Violon 8′ Oktawa (Octavenbass) 4′ Blokflet (Blockflöte) 4′ Puzon (Posaun) 16′ Trąbka 8′ |
| (kolorem czerwonym oznaczono głosy języczkowe)                                                                                |                                                                      | |